# Хикяку
Хикяку (яп. 飛脚, ひきゃく, «быстроногий») — гонец, посыльный в традиционной Японии, который обычно занимался доставкой писем, документов, назначений и поручений, а также ценностей или денежных средств.

## История

### Древняя Япония
Оформление системы хикяку произошло в рамках законодательства рицурё, при установлении системы станций, заимствованной из Танского Китая. Тогда была создана сеть станций, располагавшихся на крупных дорогах с центром в столице. Гонцы меняли лошадей на этих станциях, обеспечивая, таким образом, быструю доставку посланий и посылок. Существовала также система экспресс-доставки: гонцы, которые назывались «хияку» (яп. 飛駅), могли пройти в сутки до десяти станций. В качестве отличительного знака они носили специальные колокольчики.

### Период Камакура
После того как система законов рицурё перестала действовать, система станций также пришла в упадок. Для доставки посылок использовались гонцы камакура-хикяку (鎌倉飛脚) и рокухара-хикяку (六波羅飛脚). Эти хикяку ездили на лошадях и могли добраться из Киотосского района Рокухара в Камакура за 72 часа. Вместо не используемых более станций стали использоваться постоялые дворы «ядо» (宿), которые появлялись в каждом регионе по мере развития торговых путей.

### Период Сэнгоку
В результате ослабления связей между регионами страны в период войн даймё в период Сэнгоку, осуществление почтового сообщения оказалось затруднено. Но даймё использовали хикяку для отправления посылок другим даймё. В этот период в качестве хикяку часто выступали вассалы, монахи и ямабуси.

### Период Эдо
С наступлением периода Эдо была сформирована система пяти основных магистралей «гокайдо» (五街道), которые соединяли Эдо с основными регионами страны, и система станций — «сюкуба» (宿場). Хикяку перемещались между станциями на лошадях. В этот период существовали как гонцы на службе официальных властей, так и гонцы, работавшие на даймё, самураев, городские власти. В городах были специальные заведения, предоставлявшие услуги гонцов — «хикяку-я» (飛脚屋) или «хикяку-монъя» (飛脚問屋), с помощью которых осуществлялась значительная часть связей внутри Японии этого периода.

### Период Мэйдзи
С наступлением периода Мэйдзи система доставки посылок подверглась реформированию. По проекту барона Маэдзима Хисока, который был отправлен в Англию для изучения почтового дела, с 1871 года начинается формирование почтовой службы Японии по английскому образцу, в которой, при этом, частично сохраняется система хикяку. В составлении проекта реформы участвовал представитель от хикяку Сасаки Содзё (佐々木荘助). Хикяку-я были переформированы в компании наземных перевозок и предоставляли услуги по доставке наличных денег и мелких отправлений. Многие хикяку перешли на службу в почту.

## Виды хикяку
- Цуги-бикяку (継飛脚) — хикяку на службе официальных властей. Разрешалось использование родзю, управлений «киото-сосидай», «осака-дзёдай», «сумпу-дзедай», а также «кандзё-бугё» и «дотю-бугё». Послания помещались в специальные шкатулки «содзё-бако» (状箱) с надписью «御用». При доставке послания использовались два хикяку, которые вместе перемещались между станциями.
- Даймё-хикяку (大名飛脚) — хикяку на службе у даймё.
- Хикяку-я (飛脚屋) — хикяку, услугами которых могли воспользоваться рядовые самураи и торговцы. Их часто также называли мати-бикяку. Конторы, предоставлявшие подобные услуги, начали функционировать после официального разрешения властей в 1663 году. Часто такие конторы осуществляли регулярные отправки посылок. Например, в Осаке они работали по следующему принципу: отправки в столицу осуществлялись 2, 12 и 22 числа каждого месяца.
- Мати-бикяку (町飛脚) — профессиональные хикяку, работавшие внутри города Эдо. За то, что они носили колокольчики, их часто называли «тирин-тирин мати-бикяку».
- Тооси-бикяку (通飛脚) — хикяку, занимавшиеся доставкой по определённому маршруту в одиночку.